# Marvel : Tournoi des champions
Pour les articles homonymes, voir Tournoi des champions.
Marvel : Tournoi des champions (Marvel: Contest of Champions) est un jeu vidéo développé et édité par Kabam, sorti le 10 décembre 2014 sur iOS et Android. Le jeu est basé sur la mini-série Le Tournoi des champions rassemblant l'ensemble des personnages de Marvel Comics.

## Système de jeu

### Généralités
Ce jeu est un jeu de combat en 3d très performant avec de nombreuses techniques et de nombreuses spécificités. Tel que les buffs, les debuffs, les supers pouvoirs et beaucoup d'autres.
Il y a beaucoup de coups différent et on peut se forger une équipe de champions avec de nombreux choix car il y a plus de 220 champions. 
La création d'une collection est primordial et enrichissante.

## Les personnages
Les personnages sont réparties en 6 catégories. 
Chacune des catégories a un avantage et un désavantage sur une autre.

### Mutant
Avantage sur la catégorie virtuose, désavantage sur la catégorie Tech 

### Mystique
Avantage sur la catégorie Cosmique, désavantage sur la catégorie Science

### Cosmique
Avantage sur la catégorie Tech , désavantage sur la catégorie Mystique

### Tech
Avantage sur la catégorie mutant, désavantage sur la catégorie Cosmique

### Science
Avantage sur la catégorie mystique, désavantage sur la catégorie Virtuose

### Virtuose
Avantage sur la catégorie Science, désavantage sur la catégorie Mutant

## Arènes de combat
Les héros se battent sur différentes arènes :
- La Tour des Avengers
- Le Plateau Astral (Doctor Strange)
- Le Sanctum Sanctorum
- Asteroid M (station spatial de Magnéto)
- La Chambre du Trône d'Asgard
- La Voûte d'Asgard
- Asgard power station
- Le Klyn (Prison)
- Knowhere
- Hell's Kitchen
- L'île Sauvage
- Le Hangar de l'héliporteur du SHIELD
- En Sokovie
- La nécropole du Wakanda
- Le laboratoire d'Oscorp

## Quêtes Histoires

### Acte 1: Le Tournoi
- « Chapitre 1 » Boss de fin de chapitre: Deadpool
- « Chapitre 2 » Boss de fin de chapitre: Vision
- « Chapitre 3 » Boss de fin de chapitre: Iron Man
- « Chapitre 4 » Boss de fin d’acte : Star-Lord

### Acte 2: L'Ascension
- « Chapitre 1 » Boss de fin de chapitre: Punisher
- « Chapitre 2 » Boss de fin de chapitre: Ronan
- « Chapitre 3 » Boss de fin de chapitre: Rhino
- « Chapitre 4 » Boss de fin de d’acte: Kang le conquérant

### Acte 3: Grand Final
- « Chapitre 1 » Boss de fin de chapitre: Captain Marvel (Classique)
- « Chapitre 2 » Boss de fin de chapitre: Star-Lord
- « Chapitre 3 » Boss de fin de chapitre: Thor
- « Chapitre 4 » Boss de fin de d’acte: Thanos

### Acte 4: Rébellion
- « Chapitre 1 » Boss de fin de chapitre: Black Widow
- « Chapitre 2 » Boss de fin de chapitre: Joe Fixit
- « Chapitre 3 » Boss de fin de chapitre: Venom
- « Chapitre 4 » Boss de fin de d’acte: Maestro

### Acte 5
- « Chapitre 1 » Boss de fin de chapitre:
- « Chapitre 2 » Boss de fin de chapitre:Le Collectionneur
- « Chapitre 3 » Boss de fin de chapitre:
- « Chapitre 4 » Boss de fin de d’acte: Ultron V2

### Acte 6
- « Chapitre 1 » Boss de fin de chapitre: Sentinelle
- « Chapitre 2 » Boss de fin de chapitre: The champion
- « Chapitre 3 » Boss de fin de chapitre:
- « Chapitre 4 » Le grand maître

## Quêtes Événements

### En 2015
- "L'assaut d'Ultron" (en promo du film Avengers : L'Ère d'Ultron)
- "Mystère dans le microverse" (en promo du film Ant-man)
- "Opposés polaires"
- "Lune descendante"
- "Blood and Venom"
- "Contamination" (en promo de la série Jessica Jones saison 1)
- "Challenge de Coulson"
- "Les vacances spéciales de Rocket & Groot"

### En 2016
- "Action Arachnide"
- "Deadpoolooza" (en promo du film Deadpool)
- "Premier jour de Kamala"
- "Les Incroyables guerriers de Chloé"
- "M.O.D.O.K. Mo' Problèmes"
- "Cosmic Civil War" (en promo du film Captain America : Civil War)
- "Cosmic Civil War : Dénouement" (en promo du film Captain America : Civil War)
- "X-Men: Terrigenocide"
- "Titanomachy"
- "Challenge de la Cavalerie"
- "Terrigenocide Partie 2"
- "Terrigenocide: Terminus"
- "Pandemonium Rising" (en promo de la série Les Agents du SHIELD saison 4)
- "Le Conclave du Sorcier" (en promo du film Doctor Strange)
- "Les folles vacances d'Howard et Hyperion"

### En 2017
- "Gwenpool: Agent du C.A.B.L.E."
- "L'aube des ténèbres"
- "X-Enforcers"
- "Le butin du Roi Groot"
- "Les Gardiens de la Galaxie Vol.0" (en promo du film Les Gardiens de la Galaxie Vol.2)
- "Secret Empire"
- "Homecoming" (en promo du film Spider-Man : Homecoming)
- "Les Sinistres ennemis de Spider-Man" (en promo du film Spider-Man : Homecoming)
- "Avez-vous vu ce chien ?" (en promo de la série Inhumans saison)

### En 2018
- "Les Lames"
- "Les Dieux de l'arène" (en promo du film Thor : Ragnarok)
- "Cauchemar de l'infinité" (en promo du film  Avengers: Infinity War)
- "Massacre et les mercenaires à louer" (en promo du film Deadpool 2)
- "Retour au Micro-Royaume" (en promo du film Ant-Man et la Guêpe)
- "Entre dans la cabale" et "Gwenpool va au cinéma" (en promo du 10eme anniversaire de l'Univers cinématographique Marvel)
- "X-Men : Classe Oméga"

### En 2019
- "Cet homme… Ce monstre !" (en hommage aux 4 Fantastiques) - Janvier 2019 - La Chose & Diablo (de Ablo)
- "X-Men Xenoclast" - Février 2019 - Havok & Mister Sinister
- "Royaume Martial" (en promo du film Captain Marvel) - Mars 2019 - Nick Fury & Captain Marvel
- "La mort qui marche" (en hommage aux 4 Fantastiques) - Avril 2019 - Torche humaine & Annihilus
- "Avengers For Ever" (en promo du film Avengers: Endgame) - Mai 2019 - Cull Obsidian, Ebony Maw & Ronin (Hawkeye)
- "Imperius Rex" (en hommage aux 4 Fantastiques) - Juin 2019 - Namor & Femme invisible
- "PHANTASMAGORIA!" (en promo du film Spider-Man: Far From Home) - Juillet 2019 - Mystério & Spider-Man (Tenue Furtive)
- "X-MACHINA" - Août 2019 - Sunspot & Warlock
- "Fantaisie Incroyable" (en promo des 80 ans de Marvel Comics) - Septembre 2019 - Black Widow (Clairvoyant) & Vision (Aarkus)
- "Future Prométhé" - Octobre 2019 - Guillotine (2099), Elsa Bloodstone & L'Homme Chose
- "Clash des Titans!" (en hommage aux 4 Fantastiques) - Novembre 2019 - Dr Doom & Mister Fantastic
- "LE PROCÈS DE REED RICHARDS" (en hommage aux 4 Fantastiques) - Décembre 2019 - Surfeur d'Argent

### En 2020
- « Écureuils contre Skrulls » - Janvier 2020 - Ecureuillette & Nova
- « X-Communiqué » (X-men) - Février 2020 - Longshot & Mojo
- « L’amour est un royaume martial 3 II » (quête événement Saint Valentin) - Février 2020

### En 2021
- « Corruption » - Mai 2021 - Shang-Shi et Mister Negative

## Quêtes Événements Variantes
- Assaut D’Ultron
- Mystere dans les micros Royaumes
- Poles opposés
- Phase lunaire

## Quêtes Spéciales

### Royaume des légendes

#### Liste des adversaires
- Soldat de l’hiver
- Captain Marvel
- Fléau
- Rhino
- Tornade
- Vision
- Black panthère
- La sorcière rouge
- Wolverine
- Flèche noire
- Hulk

#### Récompenses de fin
- Cyclope 4*
- Rhino 4*
- Ronan l’accusateur 4*
- 3 Catalyseurs basique 4*
- 1 Catalyseur Alpha 1*
- 1000 XP
- 10000 Or

### Route du Labyrinthe
C'est une quête d'événements assez complexe qui rassemble plus de 24 quêtes. Le boss de fin est Thanos.

### Labyrinthe des légendes
C'est une quête compliquée dans laquelle l’invocateur sera incapable de voir ses adversaires à l’avance. Le chemin le plus facile contient un adversaire à environ 3M de hp (boss non compris), et d’autres à environ 1,5M. Les autres chemins ne contiendront que des adversaires autour des 3M de hp.
Le boss, le Maestro du Labyrinthe, possède un avantage sur toutes les classes et a diverses compétences bonus qui s’activent (en fonction de la classe de son adversaire).

### Abîme des légendes
L'abîme des légendes est débloqué une fois le royaume des légendes terminé. Le boss et Maestro et les récompenses sont multiples. Il y a une gemme générique d'éveil 6 étoiles et plus de dix mille éclats 6 étoiles,ainsi qu’un titre et une photo de profil exclusive.C'est une quête très difficile avec plus de 10 passages différents.

La nécropole
C'est une quête avec pour boss le grand maitre. Extrêmement, difficile, seuls les esprits les plus aguerris y survivent avec succès. Les défenseurs ont en moyenne 7 millions de points de vie chacun ( sans compter le grand maitre ) 

## Accueil
- TouchArcade : 4/5[1]